# Лоша (Вологодская область)
Лоша — деревня в Череповецком районе Вологодской области.
Входит в состав Ягницкого сельского поселения, с точки зрения административно-территориального деления — в Ягницкий сельсовет.
Расстояние по автодороге до районного центра Череповца — 141 км, до центра муниципального образования Ягницы — 31 км. Ближайшие населённые пункты — Плосково, Раменье, Глинское.
По переписи 2002 года население — 2 человека.